# Adenomyos
Adenomyos är en gynekologisk sjukdom där livmoderslemhinna växer i livmoderns muskellager. Det är okänt exakt hur vanlig sjukdomen är.
Adenomyos har kopplats till mensvärk och ökade mensblödningar, samt påverkan av fertilitet och förloppet av en graviditet. Förekomst av adenomyos kan utredas med Vaginalt ultraljud eller Magnetkamera. I behandlingen används gestageninnehållande preventivmedel och i valda fall kan livmodern opereras bort. Symtomen har en tendens att tillta och bli mer påtagliga med tiden. Det är vanligt att drabbade söker vård och ibland genomgår hysterektomi först efter 40 års ålder.

## Epidemiologi
Förekomsten av adenomyos uppskattats i flera studier, men tillståndets faktiska förekomst betraktas (2020) som okänd. På grund av studiernas olika upplägg med ibland skilda diagnoskriterier, val av undersökningsmetod och studipopulation varierar uppskattningen av incidensen mellan 5 och 70 %. Historiskt sett har flera uppskattningar baserat sig på studier där man ställt diagnos genom hysterektomi. Eftersom patienter som genomgår operationen är en hårt selekterad grupp som kan antas vara sjukare än normalbefolkningen bör det i många fall ha lett till en överskattning. Tillförlitliga studier av ett oselekterat patientmaterial saknas.

## Orsak och sjukdomsmekanism
Vid adenomyos så påträffas livmoderslemhinna i livmoderns djupare strukturer där det bildar en ansamling av körtelvävnad och bindvävsskikt i livmoderns muskellager. Den exakta sjukdomsmekanismen är okänd, men det finns två ledande teorier. Den ena teorin går ut på att celler från livmoderslemhinnans basala lager (latin: stratum basale) invaderar och växer in i muskellagret. Enligt den andra är det celler som blivit kvar sedan fosterutvecklingen (eventuellt från de müllerska gångarna) som redan på plats i muskellagret genomgår metaplasi och omvandlas till livmoderslemhinna.
Faktorer som rör regleringen av könshormoner, inflammation, extracellulära enzymer och tillväxtfaktorer har kopplats till sjukdomsutvecklingen.

## Symtom och följder
Adenomyos har kopplatts till olika besvär som blödningsrubbningar, bäckenbottensmärtor, mensvärk och infertilitet. Symtomen är ofta koncentrerade till själva menstruationen, med symtomfrihet övriga dagar. Ingen av dessa symtom är unika för just adenomyos och kan orsakas av flera olika tillstånd. I uppskattningsvis en tredjedel av fallen förekommer adenomyos antingen utan symtom eller samtidigt som andra gynekologiska tillstånd som kan ge likartade besvär, varför det kan bli svårt att avgöra i hur stor utsträckning själva adenomyosen bidragit till problemen.
Patienter som söker vård för tillståndet gör det ofta omkring 40-årsåldern på grund av gradvis tilltagande symtom. Medianåldern för kirurgisk behandling med hysterektomi är också mellan 40 och 50 års ålder.
Mindre studier av MR-verifierad adenomyos tyder på att sjukdomen kan orsaka stor påverkan på livskvaliteten.

### Påverkan på fertilitet och graviditet
På grund av stigande medelålder hos mödrar och vetenskapliga framgångar inom fertilitetsbehandling ökar antalet gravida kvinnor som är drabbade av adenomyos. I en metaanalys baserad på det aktuella forskningsläget 2018 undersöktes hur tillståndet påverkar förloppet av en graviditet. Resultaten pekade på en något ökad risk för tre olika graviditetskomplikationer: förtidsbörd, preeklampsi och tillväxthämning hos fostret.

## Diagnostik

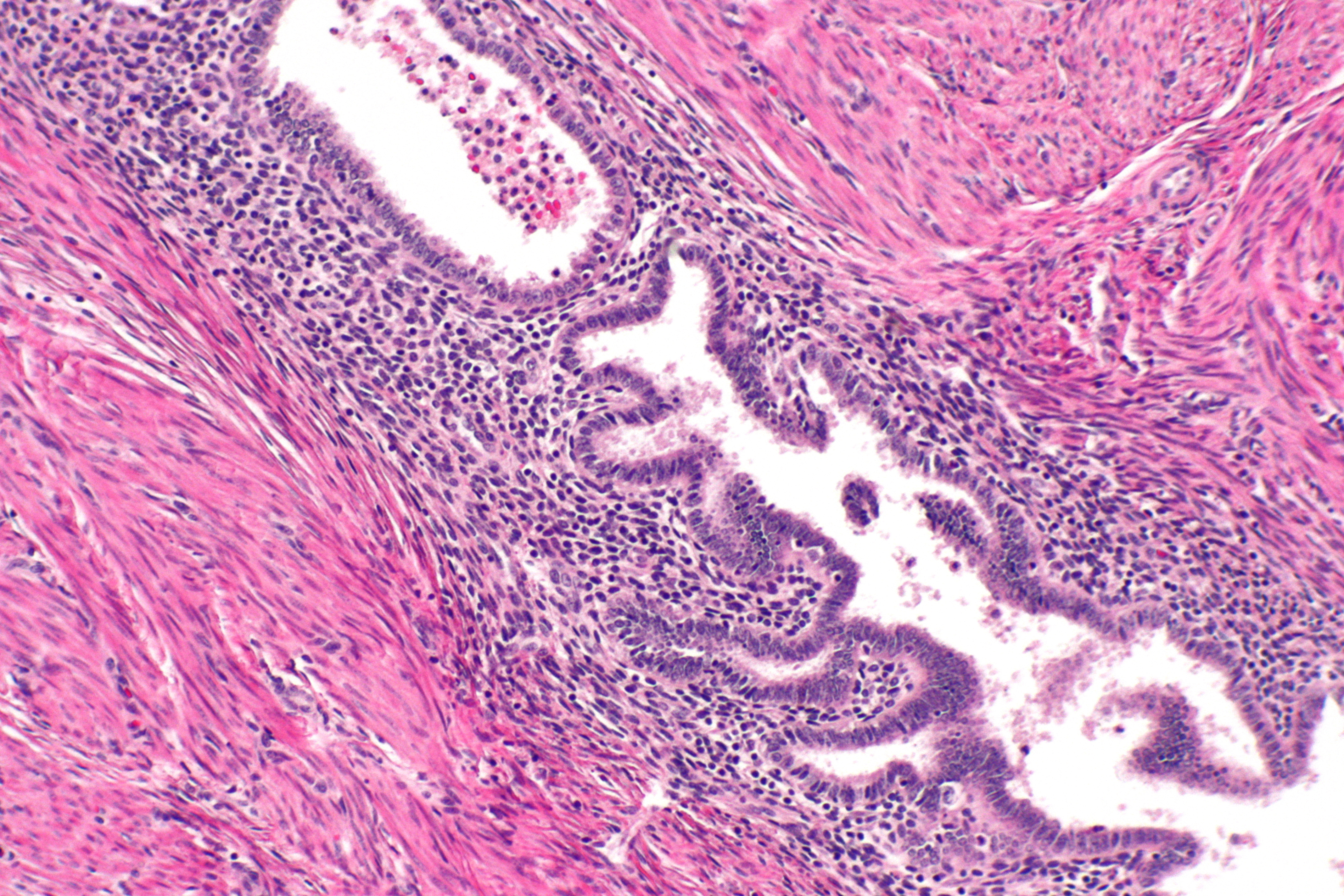
Övergången mellan livmoderns muskellager (rosa) och invaderande slemhinnevävnad (mer blåaktig) framträder efter hematoxylin-eosin-färgning.

Modern bilddiagnostik i form av MR och vaginalt ultraljud anses kunna uppnå en relativt hög diagnostisk träffsäkerhet hos kvinnor med adenomyos-misstänkta symtom på omkring 80-90 %. Utvecklingen av dessa undersökningsmetoder har underlättat både handläggning av och forskning kring adenomyos. Trots att det finns konsensus kring definitionen av adenomyos är det en pågående debatt om vilka exakta kriterier som ska användas i gränsdragningen mellan normalt och patologiskt. Det gäller både vid histologisk och radiologisk diagnosticering.
Detta gränsdragningsproblem drabbar inte på samma sätt långt gången adenomyos där förstoringen och övriga vävnadsförändringar blir mer uppenbara.

## Behandling
Läkemedelsbehandling kan användas för att minska sjukdomens symtom. Lokal behandling med gestagen i form av hormonspiral har väldokumenterad effekt. Behandling med gestageninehållande tabletter i form av p-piller med eller utan östrogeninnehåll används också. Tranexamsyra kan användas för att begränsa blödningar.
Kirurgisk behandling i form av hysterektomi är den enda kända metoden för att bota adenomyos.

## Historia
Det finns flera fallbeskrivningar från 1600-, 1700- och 1800-talen där anspråk gjorts av senare forskare att någon av dessa rapporter utgör den första vederhäftiga beskrivningen av adenomyos. Den allmänna uppfattningen är dock att den första säkra beskrivningen av sjukdomen gavs 1860 av den österrikiske patologen Carl von Rokitansky, som valde att kalla tillståndet cystosarcoma adenoidis uterinum. Under 1890-talet gjorde gynekologen Thomas Stephen Cullen undersökningar av drygt tusen fall av misstänkta myom där han konstaterade att det i flera fall rörde sig om adenomyos, vilket utmynnade i den första riktiga beskrivningen av sjukdomsorsaken. Cullen drog slutsatsen at det rörde sig om livmoderslemhinna som genom att utnyttja ojämnheter i livmoderns muskellager växte in i muskellagret och i förlängningen orsakade en förtjockning av livmodern. Han beskrev också sjukdomens huvudsymtom i form av förlängda och ökade mensblödningar, samt smärta och föreslog hysterektomi som definitiv behandling. Själva namnet adenomyos introducerades först 1925 i en vetenskaplig artikel publicerad av Oskar Frankl i ett försök att definiera och avgränsa sjukdomen. Det skulle dock dröja till 1972 innan sjukdomen erhöll den definition som sedan dess varit gällande. Ursprungligen kunde definitiv diagnos bara ställas genom histologisk undersökning av livmodern efter genomgången hysterektomi. Under 1900-talets senare del har tillgången till bilddiagnostik i form av MR och ultraljud möjliggjort tidigare diagnostik som kan genomföras innan en eventuell operation.